# Convair XC-99
Die Convair XC-99 war ein 1947 von den Consolidated-Vultee-Aircraft-Corporation-Werken entwickeltes schweres Transportflugzeug für den militärischen Einsatz. Es wurde nur ein Prototyp gebaut.

## Geschichte
Der Auftrag der USAAF für die XC-99 wurde bereits im Dezember 1942 erteilt, der Erstflug fand aber erst am 23. November 1947 statt. Die Entwicklungskosten betrugen 15 Millionen US-Dollar (entspricht heute ungefähr 182 Millionen US-Dollar). Fast zwei Jahre später wurde am 26. Mai 1949 der Prototyp mit dem Kennzeichen 43-52436 an die US Air Force geliefert. Damals war diese Maschine eines der größten Flugzeuge der Welt.

## Konstruktion

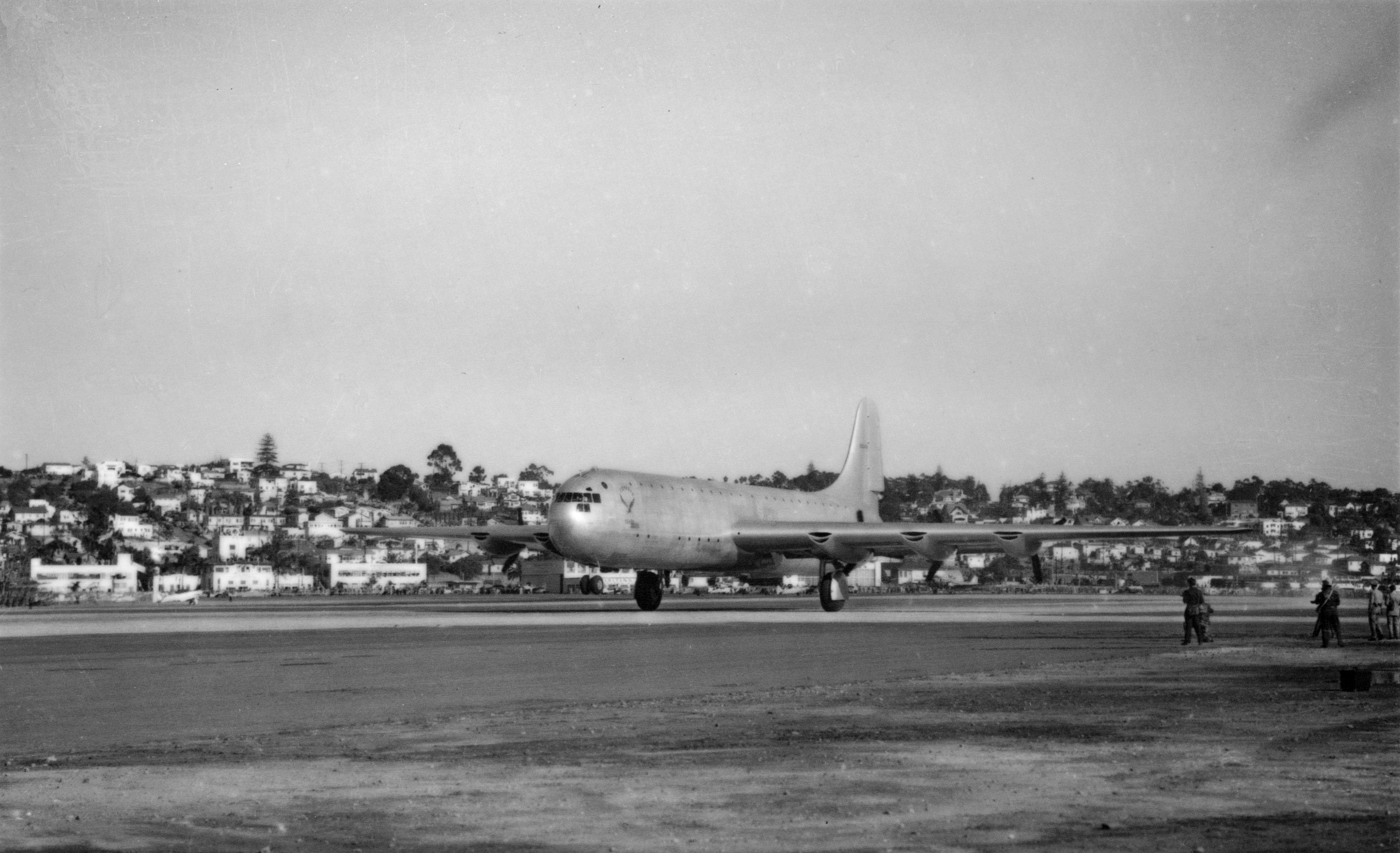
XC-99 landet in San Diego. Auf diesem Foto hatte die Maschine noch große Einzelräder anstatt Achsträger mit je vier Rädern als Hauptfahrwerk.

Das Konzept der XC-99 bestand im Wesentlichen darin, dass die Tragflächen einschließlich der Triebwerke praktisch unverändert von der B-36B übernommen und mit einem sehr geräumigen neu konstruierten Rumpf verbunden wurden. Das Ladevolumen war derart überdimensioniert, dass bei Einhaltung der Nutzlastbeschränkung nur die Hälfte der Raumkapazität für die Frachtbeladung genutzt werden konnte. Der Rumpfquerschnitt war gegenüber dem der B-36 praktisch verdoppelt.
Das untere Deck, das durch die dicke Tragfläche geteilt wurde, sollte ausschließlich als Frachtraum genutzt werden. Dazu waren Bombenklappen ähnelnde große Klappen am Unterrumpf vorgesehen. Mit vier elektrischen Winschen konnte die Fracht verladen werden. Auf dem Oberdeck sollten standardmäßig 400 Soldaten transportiert werden können.
Problematisch war die Druckbelüftung einer derart großen Kabine; bei den Testflügen kam es hier oft zu Ausfällen des Systems.
Die vorgesehene Serienversion der C-99 sollte mit Turboprop-Triebwerken (Pratt & Whitney T34 oder Allison T56) ausgerüstet werden, wurde aber letztlich nicht gebaut.
Convair entwarf auch eine zivile Version der XC-99, die auf ihren zwei Decks 204 Fluggäste befördern sollte, und bot sie (ebenfalls mit Turboprop-Antrieb) als „Modell 37“ (als endgültige Bezeichnung war „CV373“ vorgesehen) der Fluggesellschaft Pan Am an, die sich jedoch für die viel kleineren Muster Douglas DC-7 und Boeing 377 Stratocruiser entschied. Eine Flugbootvariante für die Clipperlinien existierte nur auf dem Papier.
Das einzige Exemplar der XC-99 wurde am 26. Mai 1949 in Dienst gestellt und der Lackland Air Force Base zugeteilt. Für das Herstellerwerk, die Air Force und den Materialstützpunkt San Antonio (Kelly AFB) wurden in der Folgezeit sowohl Test- als auch Transportflüge durchgeführt. Wegen sich abzeichnender Materialermüdung wurde das Flugzeug nach einem letzten Flug am 19. März 1957 stillgelegt, auf eine Reparatur wurde aus Kostengründen und aufgrund von Alternativen verzichtet.
Das Flugzeug wurde in der Folgezeit als Ausstellungsstück genutzt, bevor es 1993 von einem Förderverein erworben und dem USAF-Museum geschenkt wurde. Im Januar 2004 begann die Zerlegung in Einzelteile und der Transport zum Museum. Nach der Restaurierung soll die Maschine dort ausgestellt werden.

## Technische Daten

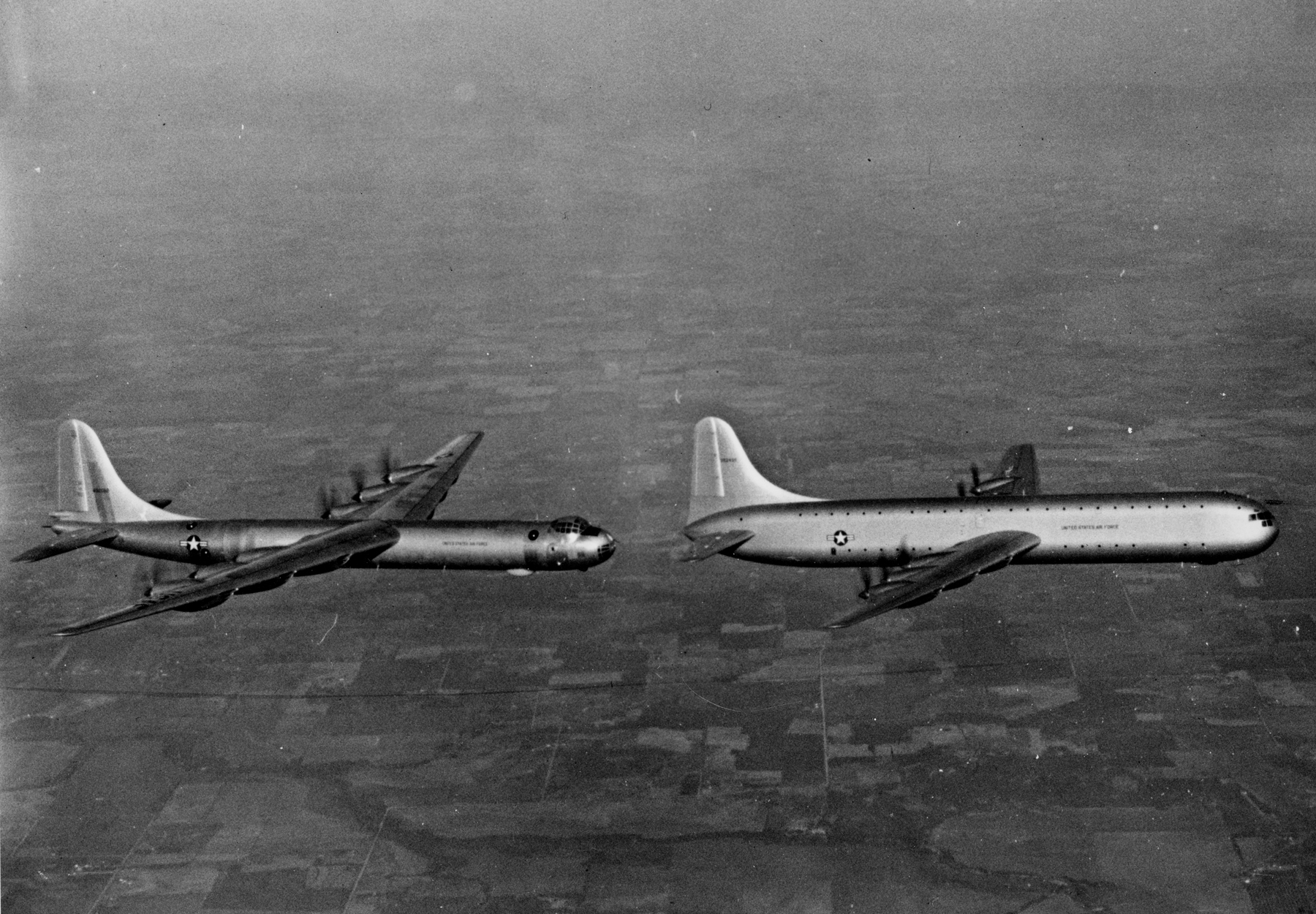
Die XC-99 und eine B-36B im Flug.

| Kenngröße             | Daten                                                                                |
| --------------------- | ------------------------------------------------------------------------------------ |
| Besatzung             |                                                                                      |
| Länge                 | 55,5 m                                                                               |
| Spannweite            | 69 m                                                                                 |
| Höhe                  |                                                                                      |
| Flügelfläche          | 429,3 m²                                                                             |
| Flügelstreckung       | 11,1                                                                                 |
| Nutzlast              | 50,5 t                                                                               |
| Leermasse             |                                                                                      |
| max. Startmasse       | 160 t                                                                                |
| Höchstgeschwindigkeit | 494 km/h (307 mph)                                                                   |
| Dienstgipfelhöhe      | ≈9000 m                                                                              |
| Reichweite            | ≈7600 km                                                                             |
| Triebwerke            | 6× Kolbenmotoren Pratt & Whitney R-4360 mit je 2570 kW (3500 PS) mit Schubpropellern |